# 쉬인
쉬인(shein)은 글로벌 온라인 패션 쇼핑몰이다. 쉬인은 2008년 도메인 쉬인사이드(SheInside)를 사용하여 영미권 쇼핑객을 대상으로 웨딩드레스와 여성 의류를 판매하는 사이트로 처음 출시된다. 중국 난징에서 크리스 쉬(Chris Xu)가 설립했고 2015년 도메인 이름을 shein으로 단축한다.

## 역사
운영 초창기에는 웨딩 드레스를 판매한다는 점을 제외하고는 다른 중국 전자상거래 소매업체와 구별되는 점이 없었다. 광저우의 중국 의류 도매 시장에서 제품을 조달하는 역할을 했으며 직송 사업과 매우 유사하게 운영했다. 2010년대 초반에 스페인, 프랑스, 러시아, 이탈리아, 독일 등의 해외시장을 개척하고 여성복 외에 화장품, 신발, 가방, 장신구 등을 판매하기 시작한다. 2014년에는 자체 공급망 시스템을 인수하여 완전히 통합된 소매업체로 변화하고 Romwe를 인수했다. 2015년에 소비자의 브랜드 이름 인식을 수월하게 하기 위해, 도메인 이름을 Shein으로 단축한다.

## 특징
- 2012년까지 패션 블로거와 제휴하여 경품 을 제공하고 페이스북, 인스타그램, 핀터레스트에서 제품 홍보했다.
- 2016년까지 800명의 디자이너와 프로토타입으로 팀을 구성하여 의류를 신속하게 생산하도록 했다 KrASIA